# Qadisha-vallei en het Bos van de ceders van God

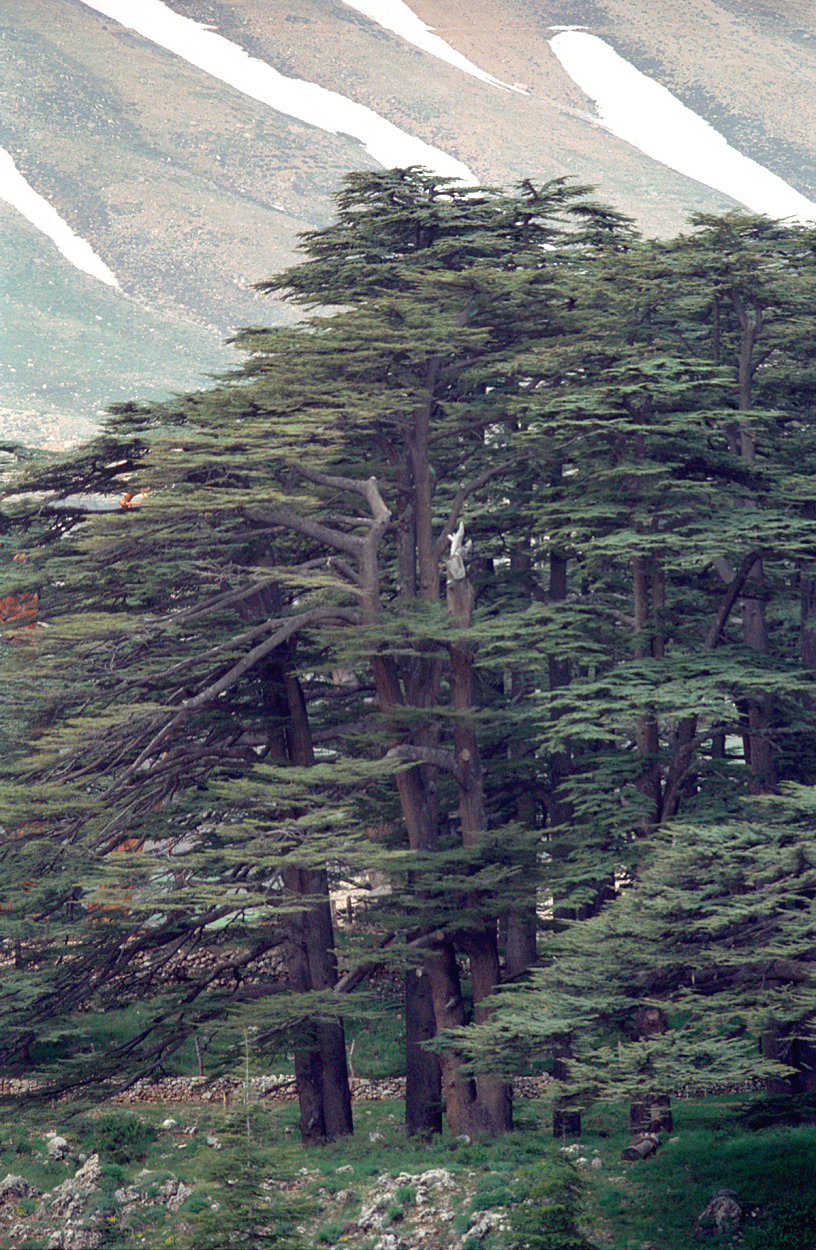
De ceders van God

De Qadisha-vallei en het Bos van de ceders van God is een vallei in het gebergte Libanon in het noorden van Libanon. Het behoort tot het werelderfgoed.
De vallei staat bekend als de 'heilige vallei' en in de loop der eeuwen hebben er veel (vervolgde) Christenen gewoond. In de 5e eeuw vluchtten de eerste christenen hiernaartoe, waar ze grotten bewoonden en soms complete kapellen uithakten in de rotsen.
Ook werden verschillende kloosters gebouwd, voornamelijk door de Maronieten.
Boven de vallei bevindt zich het Bos van de ceders van God (of Arz ar Rab), dat uit ongeveer 300 libanonceders bestaat. Libanon was vroeger begroeid met ceders en de boom is nog steeds terug te zien in de vlag van Libanon. De honderden jaren oude bomen vormen daarmee een monument voor de vele gekapte bomen.